# Jurassic Domination
Pour plus de détails, voir Fiche technique et Distribution.
Jurassic Domination est un film américain réalisé par Brian Nowak, sorti en 2022. Il met en vedettes dans les rôles principaux Eric Roberts, Jack Pearson et Jamie Bernadette.

## Synopsis
Le général américain Greer (Eric Roberts) est assis nerveusement au Pentagone et donne au téléphone des instructions à sa subordonnée, le colonel Ramirez (Jamie Bernadette). Ramirez et une petite équipe de soldats d’élite sont chargés de trouver et de traquer deux allosaures qui terrorisent les habitants d’une petite ville dans les montagnes, auparavant tranquille. L’opération doit être menée aussi discrètement que possible, car le gouvernement américain lui-même est responsable de cette catastrophe. Des scientifiques ont en effet cloné ces créatures qui s’étaient éteintes il y a des millions d’années, et les ont rendues presque invulnérables par manipulation génétique. Cela semblait une bonne idée, jusqu’à ce que les dinosaures ne s’échappent et attaquent des innocents.

## Distribution
- Eric Roberts : Général Greer
- Jack Pearson : Major Tanner
- Jamie Bernadette : Colonel Ramirez
- Azeem Vecchio : Lieutenant Peters
- Kahlo De Jesus Buffington : Caporal Higgins
- DeAngelo Davis : Sergent Ajax
- Eric Guilmette : Capitaine Visitch
- John Crosby : Raymond
- Miranda Meadows : Jerry
- Alissa Filoramo : Carrie
- Nicole Starrett : Grace
- Jenny Tran : Lieutenant Richardson
- Torrey Richardson : Soldat Connors
- Trevor Champion Rogers : Bill[1]

## Production

### Tournage
Le tournage a eu lieu en Californie, aux États-Unis. Le film est sorti le 1er juillet 2022 aux États-Unis, son pays d’origine

## Accueil

### Réception critique
Actionfreunde considère le film comme une suite de Triassic Hunt, dans lequel Michael Paré avait élevé des dinosaures pour les utiliser comme armes dans les conflits futurs, et pour prouver leur efficacité, il les faisait s’attaquer à quelques mercenaires afin de présenter le carnage à des investisseurs potentiels. Hélàs, le scénariste et le réalisateur Brian Nowak (Megalodon Rising) retombent dans le modus operandi du film précédent : des personnages anonymes arpentent éternellement des couloirs tous semblables, attendant la prochaine attaque surprise de dinosaures. La seule chose intéressante est la participation d’Eric Roberts. Le vilain de Expendables : Unité spéciale, qui joue ici un méchant général.